# Ludovico Luciolli
Ludovico Arcadio Luciolli (Venezia, 31 luglio 1858 – Roma, 29 dicembre 1944) è stato un magistrato e politico italiano.
Laureato nel 1881, nell'amministrazione dell'interno dallo stesso anno, dal 1888 passa a quella del tesoro. È stato consigliere di Stato e direttore generale delle dogane al Ministero delle finanze. Ha svolto le funzioni di commissario della Cassa depositi e prestiti.